# Verdens Skove
Verdens Skove er en dansk miljøorganisation, der arbejder for bevarelse og bæredygtig brug af verdens skove.
Frivilligt arbejde er kernen i Verdens Skove. Foreningen skaber handlemuligheder for folk, der vil være med til at bevare verdens skove. Arbejdet består blandt af kampagner og lokale projekter i regnskoven og i den danske natur.
Verdens Skove blev stiftet under navnet Regnskovsgruppen Nepenthes i 1983 af en gruppe biologistuderende ved Aarhus Universitet. 
I 1989 lancerede Regnskovsgruppen Nepenthes sit første regnskovsprojekt. Projektets mål var at opkøbe et regnskovsområde i Tortuguero i Costa Rica. Regnskovsopkøbet blev finansieret af regnskovscertifikater, som blev købt af medlemmer af den danske befolkning. 
Fra 1989 til 1992 var kampagnen "Red Regnskoven" med til at skabe opmærksomhed i den danske befolkning omkring de trusler, verdens regnskove står overfor. 
Mere end 200.000 danskere købte regnskovscertifikater i forbindelse med kampagnen, Red Regnskoven. De næsten otte millioner kroner, der blev indsamlet, har betydet, at et område på størrelse med Rold Skov, også kendt som "Danskernes Regnskov", er blevet bevaret. Red Regnskoven er den mest succesfulde indsamling i dansk miljøhistorie.[kilde mangler]
I 2011 skiftede Regnskovsgruppen Nepenthes navn til Verdens Skove. 
Verdens Skoves udviklingsarbejde i regnskoven er primært finansieret af Danida, erhvervssamarbejder, samt medlemsindtægter. 
I dag arbejder Verdens Skove også med at bevare og fremme den biologiske mangfoldighed i Danmark. Indsatsen omfatter konkrete rewilding-projekter, politisk arbejde og oplysning. 
Verdens Skove samarbejder med virksomhederne Natur-Energi og Coop.